# Geografia Bermudów
Bermudy – mały archipelag w zachodniej części Atlantyku, w basenie Morza Sargassowego. Wyspy zostały odkryte przez Juana de Bermudeza w XVI wieku, cechują się wybitnie nizinnym krajobrazem i morskim zwrotnikowym klimatem. Archipelag oddalony jest o 1090 km od wschodnich wybrzeży USA, należy do Wielkiej Brytanii.

## Powierzchnia i położenie
Bermudy mają powierzchnię 53 km², wielkością zbliżone do przeciętnego polskiego miasta; wyspy rozciągają się na długości 25 km i szerokości 8 km. Ich linia brzegowa mierzy 103 km.
Oddalone o ponad 1000 km od wybrzeży Ameryki Północnej, Bermudy są samotnym archipelagiem nie graniczącym poprzez wody terytorialne z żadnym państwem czy innym terytorium.

## Ukształtowanie poziome

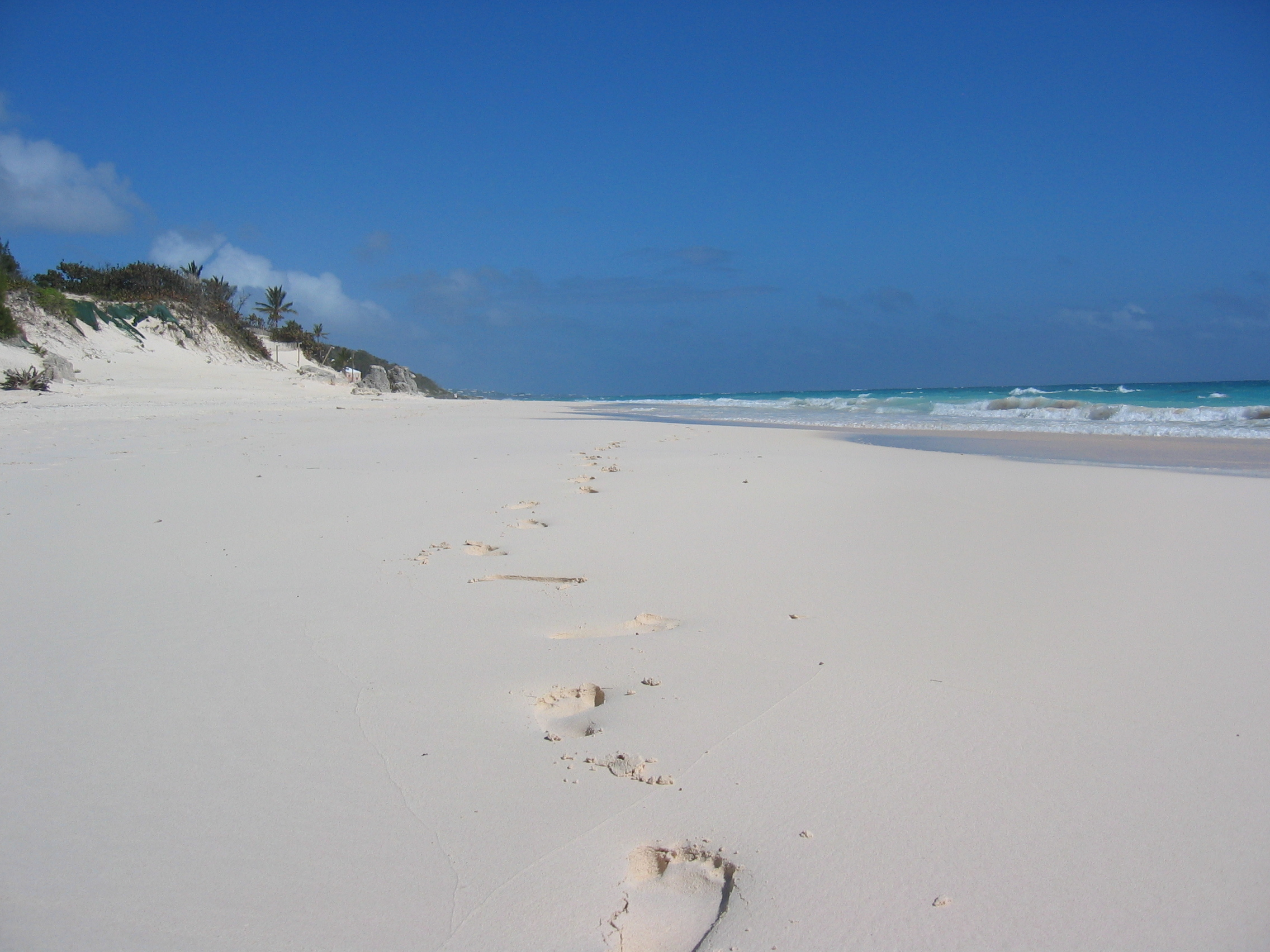
Wybrzeże na Bermudach

Archipelag Bermudów składa się 7 głównych i 130 małych wysp. Łącznie w skład terytorium wchodzi około 300 wysp i wysepek. Największą wyspą jest Bermuda o powierzchni 39 km², reszta wysp ma mniej niż 5 km² powierzchni. Wyspy Bermudów cechują się urozmaiconą linią brzegową, gdzie liczne są niewielkie zatoki i półwyspy o wydłużonych, podłużnych kształtach. Wybrzeża w większości pokrywają plaże, wiele odcinków jest skalistych i pod wpływem czynników atmosferycznych i morskich przybiera różne formy. Miejscami występują klify.

## Budowa geologiczna i rzeźba
Bermudy są koralowego pochodzenia, wyspy budują zalegające poziomo, kenozoiczne wapienie rafowe. Fundamentem, na którym opierają się utwory rafowe jest góra wulkaniczna, całkowicie zanurzona w oceanie.
Wyspy są wybitnie nizinne, przeciętna wysokość nad poziom morza wynosi 20 m. Najwyższy punkt archipelagu – Town Hill ma 79 m n.p.m. Bermudy mają bardzo słabo urozmaicony krajobraz, występuje w nim rzeźba krasowa.

## Klimat
Bermudy leżą w strefie klimatu zwrotnikowego morskiego, na który wpływ ma ciepły prąd morski – Golfsztrom. Fakt ten sprawia, że archipelag cechuje się łagodnym klimatem, pozbawionym ekstremów termicznych. Temperatury zarówno zimą jak latem są łagodne. W lutym średnie wartości wynoszą 17 °C, a latem 27 °C. Maksymalne temperatury letnie sięgają prawie 30 °C. Dobowe różnice temperatur są niewielkie.
Opady deszczu na Bermudach kształtują się w granicach 1000 do 1400 mm rocznie. Najmniejsze opady występują wiosną, gdy średnia miesięczna wynosi niecałe 90 mm. Przez resztę miesięcy, średnie wartości przekraczają 100 mm. Wyspy cechują się wysoką wilgotnością powietrza.

## Wody
Krasowa rzeźba wysp, oraz ich niewielki rozmiar, uniemożliwiający rozwinięcie się sieci rzecznej sprawia, że na wyspach nie ma wód powierzchniowych. Występują jedynie zasoby wód podziemnych, a w strefach przybrzeżnych wody gruntowe są zasolone. Przyczyną tego faktu jest mieszanie się wód opadowych z morskimi, penetrującymi skały wapienne. Głównym sposobem gromadzenia wody jest magazynowanie w zbiornikach wody deszczowej.

## Gleby
Powszechne dla tego regionu są czerwonobrunatne gleby, które są typowe dla obszarów sawannowych. Ponadto występują czerwonoziemy wilgotnych lasów podzwrotnikowych.

## Flora i fauna
Ze względu na skalisty, krasowy charakter wysp roślinność jest uboga, ale zróżnicowana pod względem gatunkowym. Lasy zajmują około 20% powierzchni. Występują lasy podzwrotnikowe, gdzie dominują sosny. Poza lasami na wyspach powszechne są zarośla, gdzie rosną takie rośliny jak jałowiec bermudzki, bugenwilla, ketmia, a także oleander. Charakterystyczne dla tej szerokości geograficznej są także palmy. Na wybrzeżu występują także niewielkie połacie zarośli namorzynowych. Wokół wysp powszechne są rafy koralowe.
Warunki dla bytowania zwierząt nie są dogodne na Bermudach, toteż świat zwierząt jest ubogi. Jedynymi gadami są jaszczurki. Na wyspach nie ma rodzimych ssaków. Liczne jest natomiast ptactwo morskie, występuje także wiele gatunków płazów oraz liczne owady.